# Редон (округ)
Редон (фр. Redon) — округ (фр. Arrondissement) во Франции, один из округов в регионе Бретань. Департамент округа — Иль и Вилен. Супрефектура — Редон.
Население округа на 2018 год составляло 103 392 человека. Плотность населения составляет 79 чел./км². Площадь округа составляет 1309,10 км².

## Состав
Кантоны округа Редон (с 1 января 2017 года):
- Бен-де-Бретань
- Гишен
- Редон

Кантоны округа Редон (с 22 марта 2015 года по 31 декабря 2016 года):
- Бен-де-Бретань
- Брюз (частично)
- Гишен
- Редон

Кантоны округа Редон (до 22 марта 2015 года):
- Бен-де-Бретань
- Гишен
- Гран-Фужре
- Ле-Сель-де-Бретань
- Мор-де-Бретань
- Пирпьяк
- Редон